# New Guinea Force
La New Guinea Force (Force de Nouvelle-Guinée) était une unité de commandement militaire pour les troupes australiennes, américaines et indigènes des territoires de Papouasie et de Nouvelle-Guinée servant dans la campagne de Nouvelle-Guinée pendant la Seconde Guerre mondiale. Formée en avril 1942, lorsque la Première armée australienne a été formée à partir du Ier corps australien après son retour du Moyen-Orient, elle était responsable de la planification et de la direction de toutes les opérations sur le territoire jusqu'en octobre 1944. Quartier général de l'instruction opérationnelle n ° 7 de la zone du Pacifique Sud-Ouest du 25 mai 1942, émise par le commandant des forces alliées, le général Douglas MacArthur, plaça toutes les forces de l'armée, de l'air et de la marine australiennes et américaines dans la région de Port Moresby sous le contrôle de la New Guinea Force. Au cours de son existence, la force fut commandée par certains des commandants les plus notables de l'armée australienne, dont Sydney Rowell, Sir Edmund Herring et Sir Leslie Morshead.
Le général Sir Thomas Blamey a également commandé la force en 1942 lorsqu'il était basé à Port Moresby.

### Lectures complémentaires
- Albert Palazzo, The Australian Army: A History of its Organisation 1901–2001, South Melbourne, Victoria, Oxford University Press, 2001 (ISBN 0-19-551507-2)